# Shenzhen Xidesheng Cycling Team
Shenzhen Xidesheng Cycling Team is een wielerploeg die een Chinese licentie heeft. De ploeg bestaat sinds 2012. Shenzhen Xidesheng Cycling Team komt uit in de Continentale circuits van de UCI. Chao Yin is de manager van de ploeg.

## Renners
Vanaf de oprichting van de ploeg in 2012 tot en met 2017 reden er bij de ploeg naast Chinese renners ook veel Oezbeekse renners. In 2018 kwamen daar voor het eerst twee Kazachen, twee Oekraïeners, een Rus en een Hongaar bij. In 2023 reden de Zweedse broers Erik en Hannes Bergström Frisk een jaar bij de ploeg. In 2024 sloten voor het eerst twee Iraniërs zich aan bij de Chinese wielerploeg.

## Overwinningen
2018
4e etappe Ronde van Fuzhou: Mykhaylo Kononenko
Eindklassement Ronde van Fuzhou: Ilya Davidenok
2019
6e etappe Ronde van China: Mykhaylo Kononenko
1e etappe Ronde van Quanzhou Bay: Mykhaylo Kononenko
1e etappe Ronde van Fuzhou: Ilya Davidenok
Eindklassement Ronde van Fuzhou: Artur Fedosseyev

### Nationale kampioenschappen
2012
 Oezbeeks kampioen tijdrijden, elite: Muradjan Halmuratov
2014
 Oezbeeks kampioen tijdrijden, beloften: Denis Shaymanov
2015
 Oezbeeks kampioen tijdrijden, beloften: Akramjon Sunnatov
 Oezbeeks kampioen op de weg, beloften: Akramjon Sunnatov
2016
 Oezbeeks kampioen tijdrijden, elite: Muradjan Halmuratov
2017
 Oezbeeks kampioen tijdrijden, elite: Muradjan Halmuratov
 Oezbeeks kampioen tijdrijden, beloften: Dilmurdjon Siddikov
2019
 Oekraïens kampioen op de weg, elite: Andriy Kulyk